# Sergio Carrasco
Sergio Carrasco García (* 17. Februar 1985 in Puerto Serrano) ist ein ehemaliger spanischer Radrennfahrer.

## Karriere
Bei der Bizkaiko Bira 2009 belegte Sergio Carrasco den dritten Gesamtrang. Ab August 2009 wechselte er als Stagiaire zum Team Andalucía-Cajasur. Hier blieb Sergio Carrasco bis 2012. In dieser Zeit absolvierte er zwei Mal die Vuelta a España und belegte 2010 den 93. Platz sowie 2012 den 94. Platz in der Gesamtwertung. 2013 wechselte er zum Tusnad Cycling Team. Nach der Saison 2013 beendete er seine Profikarriere ohne nennenswerte Ergebnisse erzielt zu haben.
Stand Dez. 2024 arbeitet Carrasco als Software-Entwickler.

## Platzierungen bei den Grand Tours
| Grand Tour            | 2010 | 2011 | 2012 |
| --------------------- | ---- | ---- | ---- |
| Giro d’ItaliaGiro     | −    | −    | −    |
| Tour de FranceTour    | −    | −    | −    |
| Vuelta a EspañaVuelta | 93   | −    | 94   |